# The Woman Who Gave
The Woman Who Gave è un film muto del 1918 diretto da Kenean Buel. Il regista firma anche la sceneggiatura, basata su un soggetto di Izola Forrester e di Mann Page. Interpreti del film erano Evelyn Nesbit, Irving Cummings, Robert Walker.

## Trama

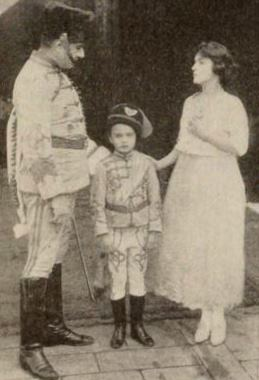
Una scena del film con il piccolo Russell Thaw e Evelyn Nesbit

Colette, la bellissima modella del pittore Andrien Walcott, è oggetto delle minacce di Vacarra, un principe balcanico che la costringe a sposarlo. Quando scoppia la guerra, l'uomo la porta con sé nel suo paese, mentre lui presta servizio militare. Dal matrimonio nasce un figlio, il piccolo Rudolph. Il principe torna negli Stati Uniti con la moglie e il bambino. Quando però Vacarra chiede alla moglie di danzare a una festa di addio al celibato per i suoi amici, Colette si rifiuta di farlo e lui la picchia. Mentre sono tra le montagne, l'uomo la batte nuovamente e lei fugge via, andando a rifugiarsi nella casa dei Walcott. Andrien, che era stato rivale di suo fratello Don per amore di Colette, di cui entrambi erano follemente innamorati, si scontra con il principe che però lo uccide. Vacarra sta minacciando di buttare giù dalla scogliera il piccolo Rudolph quando arriva Don che gli spara. Finalmente libera, Colette può restare con l'innamorato Don.

## Produzione
Alcune delle scene in esterni del film, che fu prodotto dalla Fox Film Corporation, vennero girate nello stato di New York, nelle Adirondack Mountains.
Il piccolo Russell Thaw, che nel film interpreta il figlioletto della protagonista, era il vero figlio di Evelyn Nesbit, una famosa modella che, ancora giovanissima, era rimasta coinvolta in uno degli omicidi più famosi di inizio Novecento diventando una vera celebrità. Nel film vennero usati gli autentici ritratti della Nesbit che si dovevano a popolari illustratori come Charles Dana Gibson e Harrington Mann.

## Distribuzione
Il copyright del film, richiesto da William Fox, fu registrato il 10 novembre 1918 con il numero LP13010.
Distribuito negli Stati Uniti dalla Fox Film Corporation, il film - presentato da William Fox - uscì nelle sale cinematografiche il 10 novembre 1918.
Non si conoscono copie ancora esistenti della pellicola che viene considerata presumibilmente perduta.